# ناوکی اوراتا
ناوکی اوراتا (انگلیسی: Naoki Urata؛ زادهٔ ۲۷ ژوئن ۱۹۷۴) بازیکن فوتبال اهل ژاپن است.
از باشگاه‌هایی که در آن بازی کرده‌است می‌توان به باشگاه فوتبال کاوازاکی فرونتال اشاره کرد.